# Államok vezetőinek listája 74-ben
Ezen az oldalon az i. sz. 74-ben fennálló államok vezetőinek névsora olvasható földrészek, majd országok szerinti bontásban. 

## Európa
- Boszporoszi Királyság
  - Király: I. Rhészkuporisz (68/69–93/94)

- Dák Királyság
  - Király: Duras (70–87)

- Római Birodalom
  - Császár: Vespasianus (69–79) 
    - Consul: Vespasianus császár
    - Consul: Titus Caesar Vespasianus
    - Consul suffectus: Tiberius Plautius Silvanus Aelianus
    - Consul suffectus: Lucius Iunius Quintus Vibius Crispus
    - Consul suffectus: Quintus Petillius Cerialis Caesius Rufus
    - Consul suffectus: Titus Clodius Eprius Marcellus
    - Consul suffectus: Caius Pomponius
    - Consul suffectus: Lucius Manlius Patruinus
    - Consul suffectus: Cnaeus Domitius Tullus

  - Britannia provincia
    - Legatus: Quintus Petillius Cerialis (71–74)
    - Legatus: Sextus Iulius Frontinus (74–78)

  - Germania Superior provincia
    - Kormányzó: Cnaeus Pinarius Cornelius Clemens (72–75)

  - Pannonia provincia
    - Kormányzó: Caius Valerius Festus (73–78)

## Ázsia
- Armenia
  - Király: I. Tiridatész (61–75)

- Elümaisz
  - Király: Phraatész (70-90)

- Hsziungnuk
  - Sanjü: Huhszie Sicsu Huti (63-85)

- Ibériai Királyság
  - Király: I. Mithridatész (58–106)

- India
  - Anuradhapura
    - Király: Vaszabha (67–111)

  - Indo-pártus Királyság
    - Király: Szarpedonész (kb. 70)
    - Király: Orthagnész (kb. 70)

- Japán
  - Császár: Keikó (71–130)

- Kína (Han-dinasztia)
  - Császár: Han Ming-ti (57–75)

- Korea
  - Pekcse
    - Király: Taru (29–77)

  - Kogurjo
    - Király: Thedzso (53–146)

  - Silla
    - Király: Thalhe (57–80)

  - Kaja államszövetség
    - Király: Szuro (42–199?)

- Kusán Birodalom
  - Király: Kudzsula Kadphiszész (30-80)

- Nabateus Királyság
  - Király: II. Rabbel (70–106)

- Oszroéné
  - Király: VI. Abgar (71–91)

- Pártus Birodalom
  - Nagykirály: I. Vologaészész (51–76/80)

- Római Birodalom
  - Iudaea provincia
    - Procurator: Sextus Lucilius Bassus (71–74)
    - Procurator: Lucius Flavius Silva Nonius Bassus (74–81)

  - Syria provincia
    - Praefectus: Lucius Iunius Caesennius Paetus (70–72?)

## Afrika
- Római Birodalom
  - Aegyptus provincia
    - Praefectus: Valerius Paulinus (74)

- Kusita Királyság
  - Kusita uralkodók listája

## Fordítás
Ez a szócikk részben vagy egészben  a   Liste der Staatsoberhäupter 74 című német Wikipédia-szócikk ezen változatának fordításán alapul.  Az eredeti cikk szerkesztőit annak laptörténete sorolja fel. Ez a jelzés csupán a megfogalmazás eredetét és a szerzői jogokat jelzi, nem szolgál a cikkben szereplő információk forrásmegjelöléseként.